# Foire de Crête
La foire de Crête est une foire, fête foraine et foire agricole se produisant au mois de septembre dans la ville de Thonon-les-Bains. 

## Historique
Créée en 1477, elle est considérée comme la plus ancienne foire se produisant dans la région et une des plus anciennes en France.
À l'origine, la foire servait de point de rencontre pour les paysans locaux afin d'échanger leurs matières premières avant la période hivernale. Au XXe siècle, la foire est organisée sur une période de sept jours à cheval sur le premier jeudi de septembre. Durant la semaine, des manèges et autres attractions sont présents sur la place de Crête ; le jeudi de la semaine, un marché regroupant un marché aux puces et la vente de produits divers s'étend dans tout le centre-ville, un marché agricole se tient place de Crête. Le dimanche de la semaine, le diocèse d'Annecy y organise la célébration d'une Eucharistie. La spécialité culinaire servie durant la foire est l'atriaux. Le jour du marché le jeudi, les institutions d'enseignement octroient généralement un jour libre.
En 2019, la foire a fêté sa 542e occurrence. mais en 2020, elle fut annulée.
http://foiredecrete.free.fr/